# Sébastien Spehler
Sébastien Spehler, né le 14 avril 1988 à Colmar, est un athlète français de haut-niveau, spécialiste de canicross, de course en montagne et de trail. Il a notamment été champion d'Europe et du monde de canicross (2009-2011), champion de France de trail long en 2013 et vainqueur de plusieurs trails en France et Europe.

## Palmarès
Sébastien Spehler débute dans l'athlétisme dès l'âge de six ans, Maître-chien dans l'armée de terre, Spehler découvre en 2006 la pratique et les compétitions de canicross. Entre 2009 et 2011, il remporte plusieurs fois les championnats de France, d'Europe et du monde dans cette discipline.
Spehler débute en 2012 les compétitions de course en montagne et de trail. En 2013, il remporte notamment le Lavaredo Ultra Trail, le Gapen'cimes (championnat de France trail long) et le trail des Crêtes Vosgiennes. En 2014, il remporte notamment le trail du Ventoux, la 6000D, le Lyon Urban Trail.
Il a aussi été champion d'Alsace de cross-country en 2014.
il remporte deux fois la Maxi-Race du Lac d'Annecy en 2014 (86 km +- 5300 D) et 2017 (83 km +- 5200 D).
| no  | masculin          | Course                                              | Longueur | Départ           | Temps            |
| --- | ----------------- | --------------------------------------------------- | -------- | ---------------- | ---------------- |
| 1er | Médaille d'or     | Lavaredo Ultra Trail                                | 85 km    | 28 juin 2013     | 7 h 39 min 35 s  |
| 2e  | Médaille d'argent | 6000D                                               | 63 km    | 27 juillet 2013  | 6 h 03 min 34 s  |
| 1er | Médaille d'or     | Lyon Urban Trail                                    | 36 km    | 13 avril 2014    | 2 h 25 min 16 s  |
| 1er | Médaille d'or     | Maxi-Race du Lac d'Annecy                           | 84 km    | 31 mai 2014      | 8 h 45 min 26 s  |
| 1er | Médaille d'or     | 6000D                                               | 63 km    | 27 juillet 2014  | 5 h 37 min 44 s  |
| 1er | Médaille d'or     | 6000D                                               | 63 km    | 25 juillet 2015  | 5 h 56 min 03 s  |
| 2e  | Médaille d'argent | Lyon Urban Trail                                    | 35 km    | 10 avril 2016    | 2 h 25 min 52 s  |
| 1er | Médaille d'or     | 6000D                                               | 65 km    | 30 juillet 2016  | 5 h 55 min 59 s  |
| 1er | Médaille d'or     | Lyon Urban Trail                                    | 35 km    | 2 avril 2017     | 2 h 21 min 39 s  |
| 1er | Médaille d'or     | Maxi-Race du Lac d'Annecy                           | 83 km    | 27 mai 2017      | 8 h 47 min 47 s  |
| 1er | Médaille d'or     | La Grande Course des Templiers                      | 76 km    | 22 octobre 2017  | 6 h 38 min 35 s  |
| 1er | Médaille d'or     | La Grande Course des Templiers                      | 78 km    | 21 octobre 2018  | 6 h 36 min 43 s  |
| 2e  | Médaille d'argent | Lake Sonoma 50                                      | 50 mi    | 13 avril 2019    | 6 h 15 min 45 s  |
| 1er | Médaille d'or     | Grand Trail du Lac du Bourget                       | 75 km    | 18 octobre 2020  | 6 h 41 min 31 s  |
| 2e  | Médaille d'argent | Grand Trail des Templiers                           | 80,9 km  | 24 octobre 2021  | 6 h 39 min 29 s  |
| 2e  | Médaille d'argent | Ultra-trail Cape Town                               | 100 km   | 27 novembre 2021 | 10 h 16 min 20 s |
| 2e  | Médaille d'argent | Grand Trail des Templiers                           | 80,6 km  | 23 octobre 2022  | 7 h 13 min 13 s  |
| 1er | Médaille d'or     | Lyon Urban Trail                                    | 37 km    | 26 mars 2023     | 2 h 34 min 57 s  |
| 1re | Médaille d'or     | 23KM du Mont-Blanc                                  | 23 km    | 24 juin 2023     | 2 h 7 min 38 s   |
| 2e  | Médaille d'argent | Ultra Trail Chianti Castles                         | 103 km   | 23 mars 2024     | 8 h 52 min 2 s   |
| 1re | Médaille d'or     | Trail Alsace Grand Est - Ultra-Trail des Chevaliers | 171 km   | 17 mai 2024      | 17 h 24 min 21 s |
| 2e  | Médaille d'argent | 6000D                                               | 69 km    | 27 juillet 2024  | 6 h 9 min 4 s    |
| 1er | Médaille d'or     | Trail du Ventoux - L'Intégrale des Crêtes           | 75 km    | 8 mars 2025      | 6 h 42 min 45 s  |
| 1er | Médaille d'or     | Lyon Urban Trail                                    | 37 km    | 30 mars 2025     | 2 h 31 min 26 s  |
| 1er | Médaille d'or     | 6000D                                               | 69 km    | 2 août 2025      | 6 h 10 min 18 s  |